# Квічаль гірський
Квіча́ль гірський (Zoothera monticola) — вид горобцеподібних птахів родини дроздових (Turdidae). Мешкає в Гімалаях і горах Південно-Східної Азії.

## Підвиди
Виділяють два підвиди:

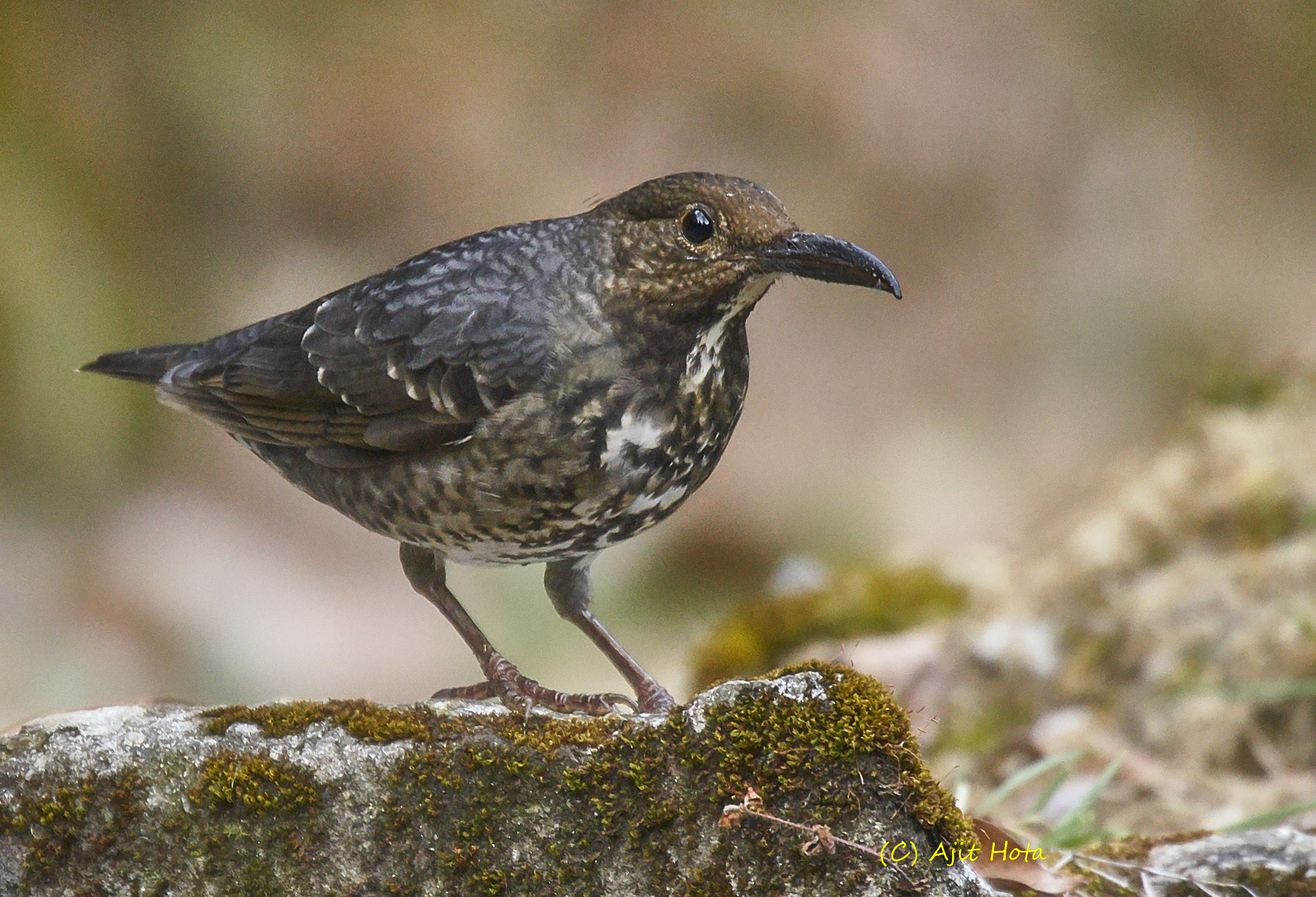
Гірський квічаль

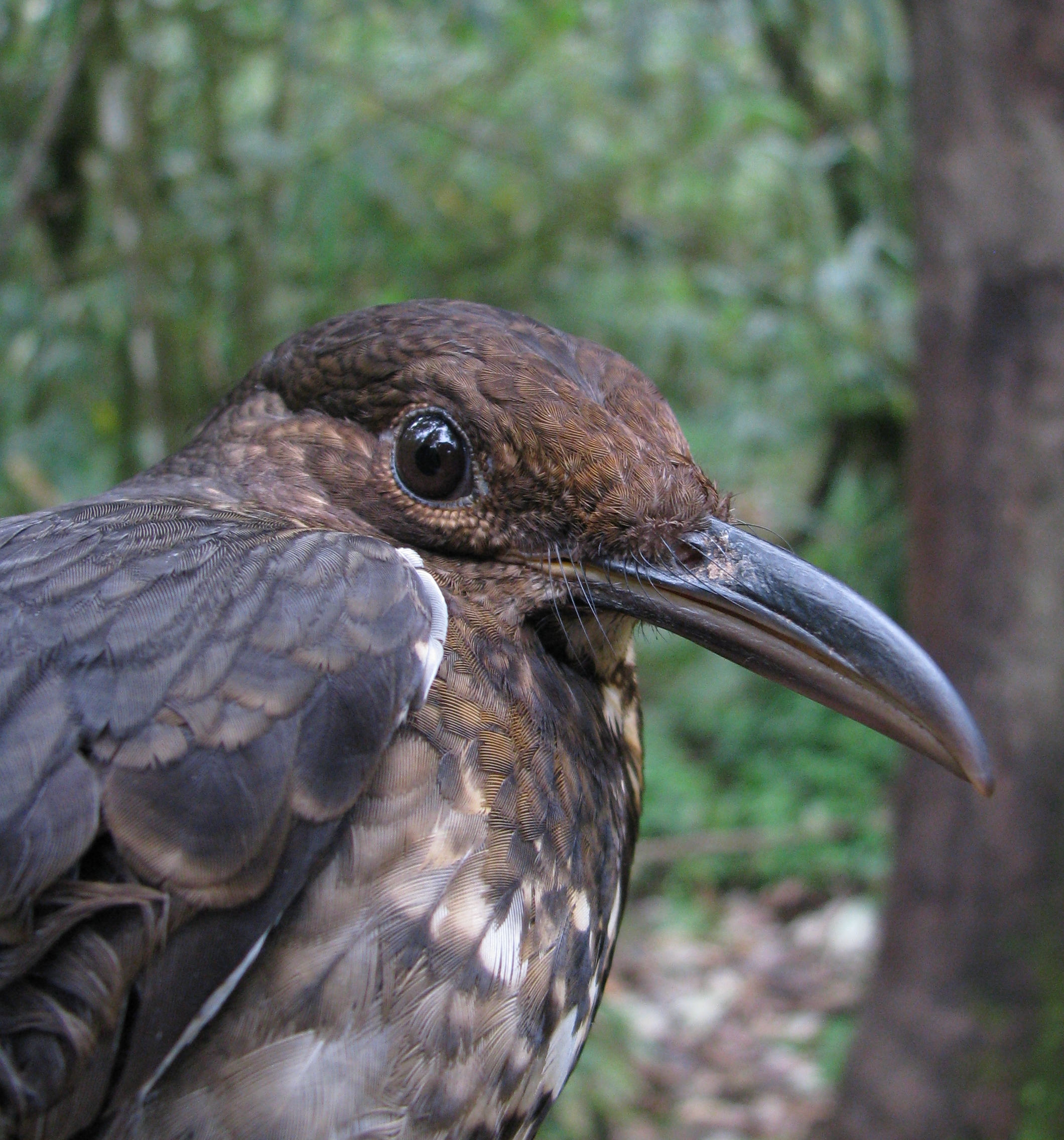
Гірський квічаль

- Z. m. monticola Vigors, 1832 — від Гімалаїв до північно-західної М'янми;
- Z. m. atrata Delacour & Greenway, 1939 — північно-західний В'єтнам.

## Поширення і екологія
Гірські квічалі мешкають в Індії, Непалі, Бутані, Китаї, М'янмі, Бангладеш і В'єтнамі. Вони живуть у вологих гірських тропічних лісах, взимку частина популяції мігрує в долини. Зустрічаються на висоті від 900 до 3800 м над рівнем моря. Живляться безхребетними, яких шукають в ґрунті. Сезон розмноження триває з травня по липень. Гніздо чашоподібне, розміщується на дереві, на висоті від 2 до 7 м над землею. В кладці 3-4 яйця.